# Livre de nez
Un livre de nez (en néerlandais: neusboekje) est un livre contenant un texte humoristique et des caricatures d'hommes et de femmes au nez proéminent. Il donne le détail des sommes que ces personnes, membres de la Guilde des nez, doivent payer au Roi des nez.

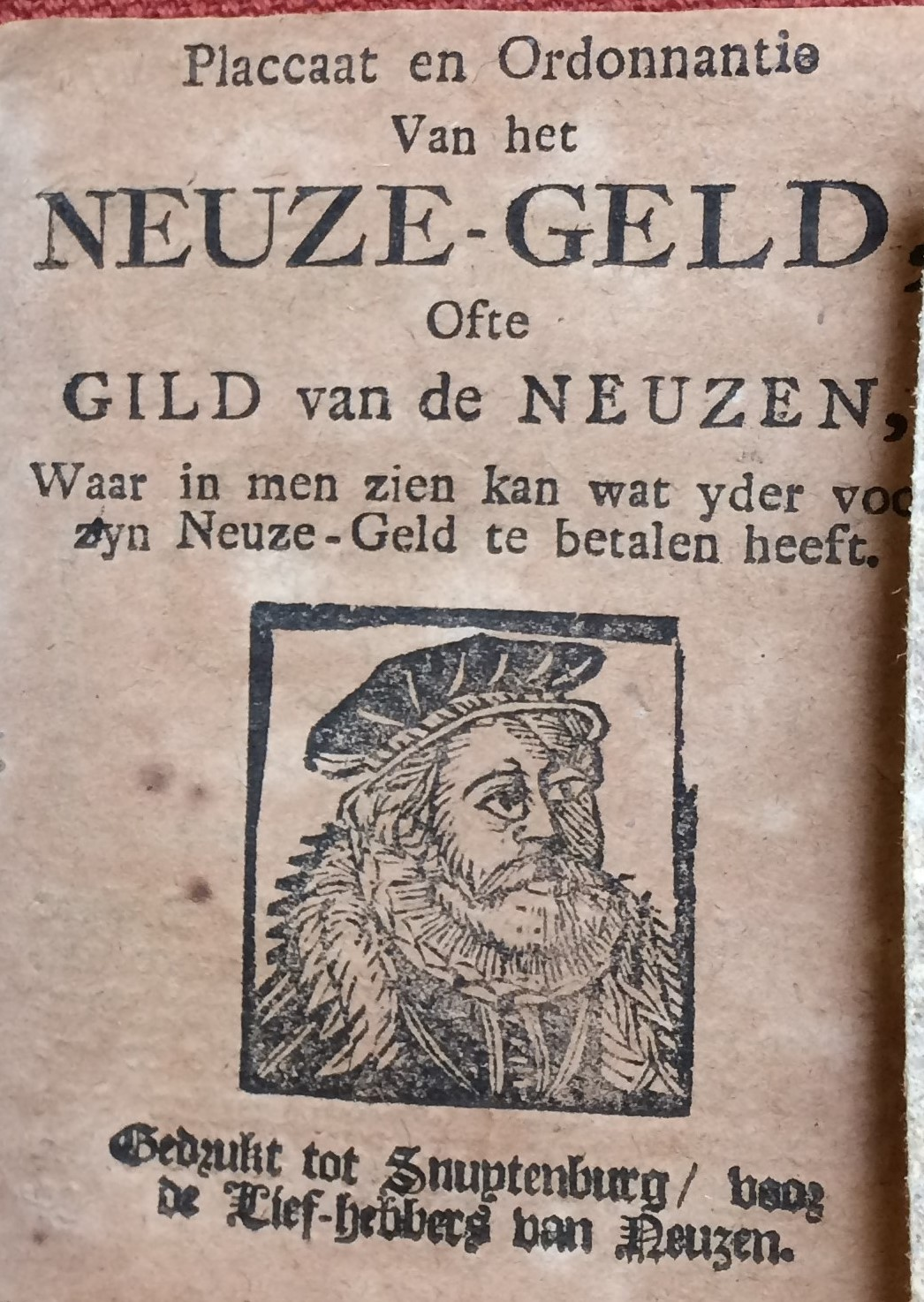
Page de titre du livre Placcaat en Ordonnantie Van het Neuze-Geld, vers 1787.

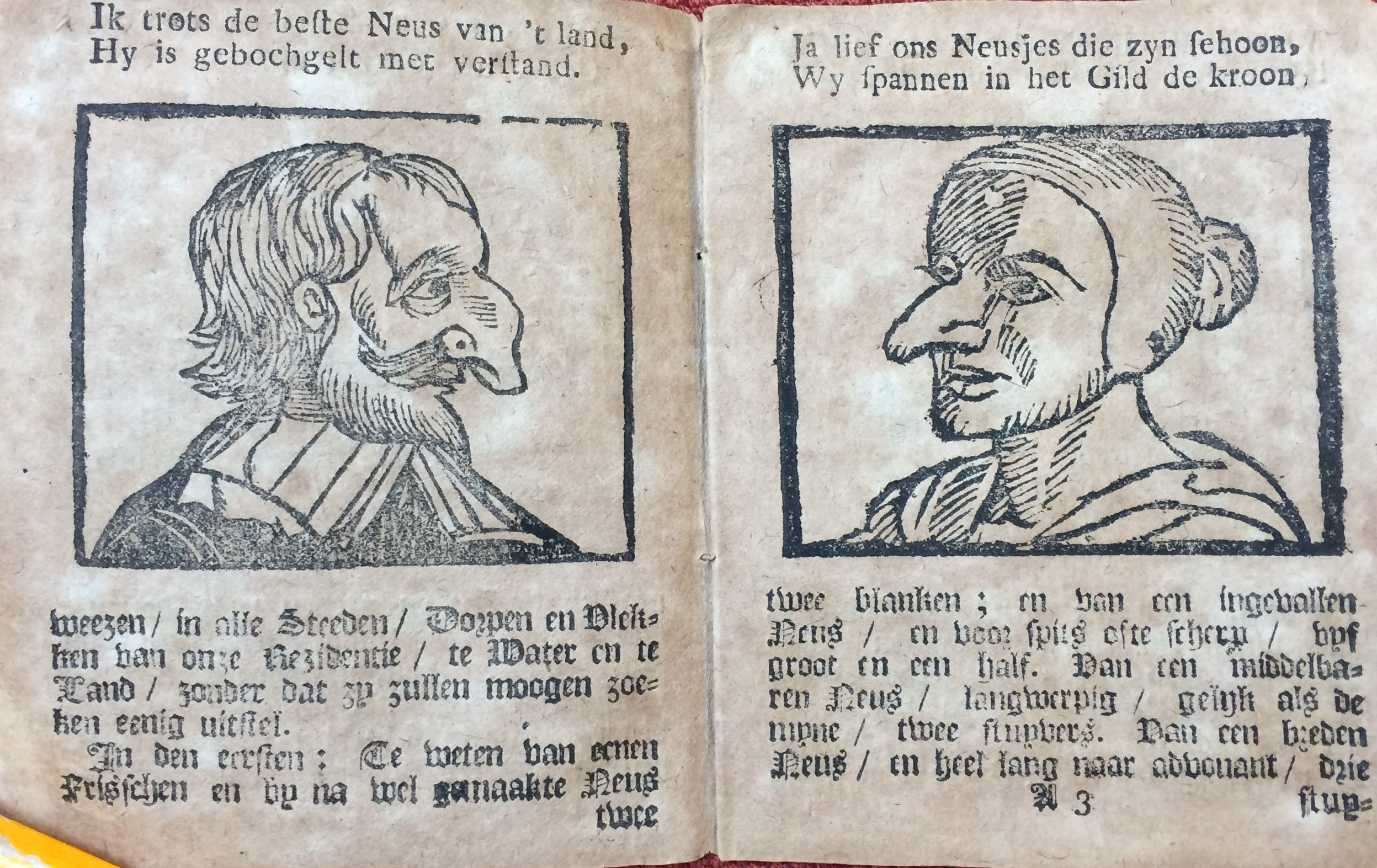
Illustration du livre Placcaat en Ordonnantie Van het Neuze-Geld, vers 1787.

## Histoire
Les livres de nez connus aux Pays-Bas datent des XVIIe siècle et XVIIIe siècle. Cinq textes différents sont connus, dans 10 éditions, ce qui semble témoigner d'une certaine popularité. 

## Contexte
Les livres de nez étaient généralement vendus attachés à des almanachs dont ils partageaient la reliure.
Ils constitueraient des parodies de traités de physiognomonie, discipline qui accordait beaucoup d'attention au nez.
On peut aussi lier ces livres à des jetons, des monnaies parodiques, produits à Anvers, sans doute à l'occasion de festivités, comme le Carnaval. Les livres de nez appartiendraient ainsi à la tradition de la culture joyeuse du Moyen Âge.

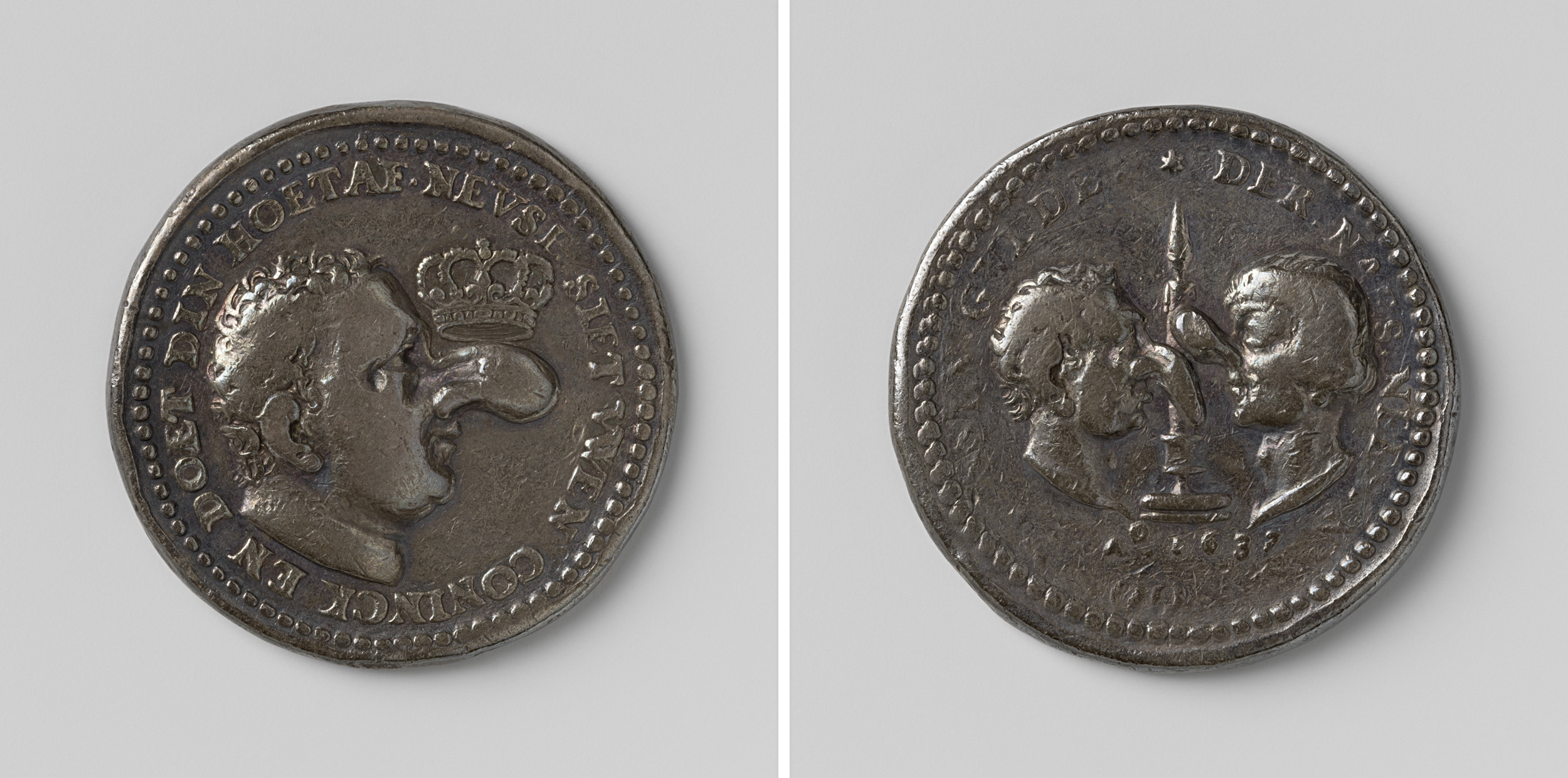
Jeton d'argent émis par la Guilde des Nez (Anvers, 1637).

## Placards
Des petites affiches reprenant les caricatures des livres de nez étaient également vendues.

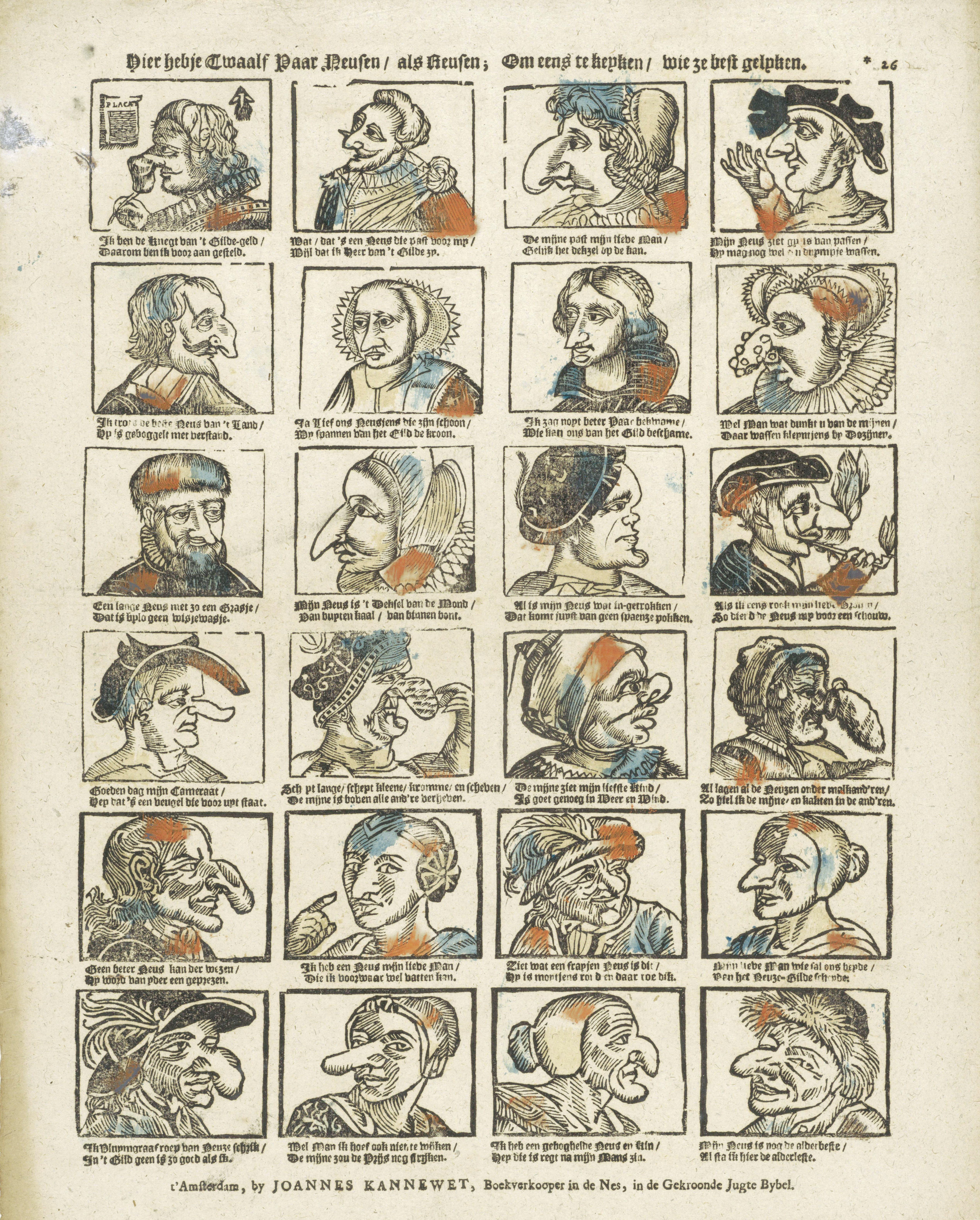
Affiche reprenant des illustrations de Livres de nez (vers 1750).